# Département de Rhin-et-Moselle

Département de Rhin-et-Moselle (1812)

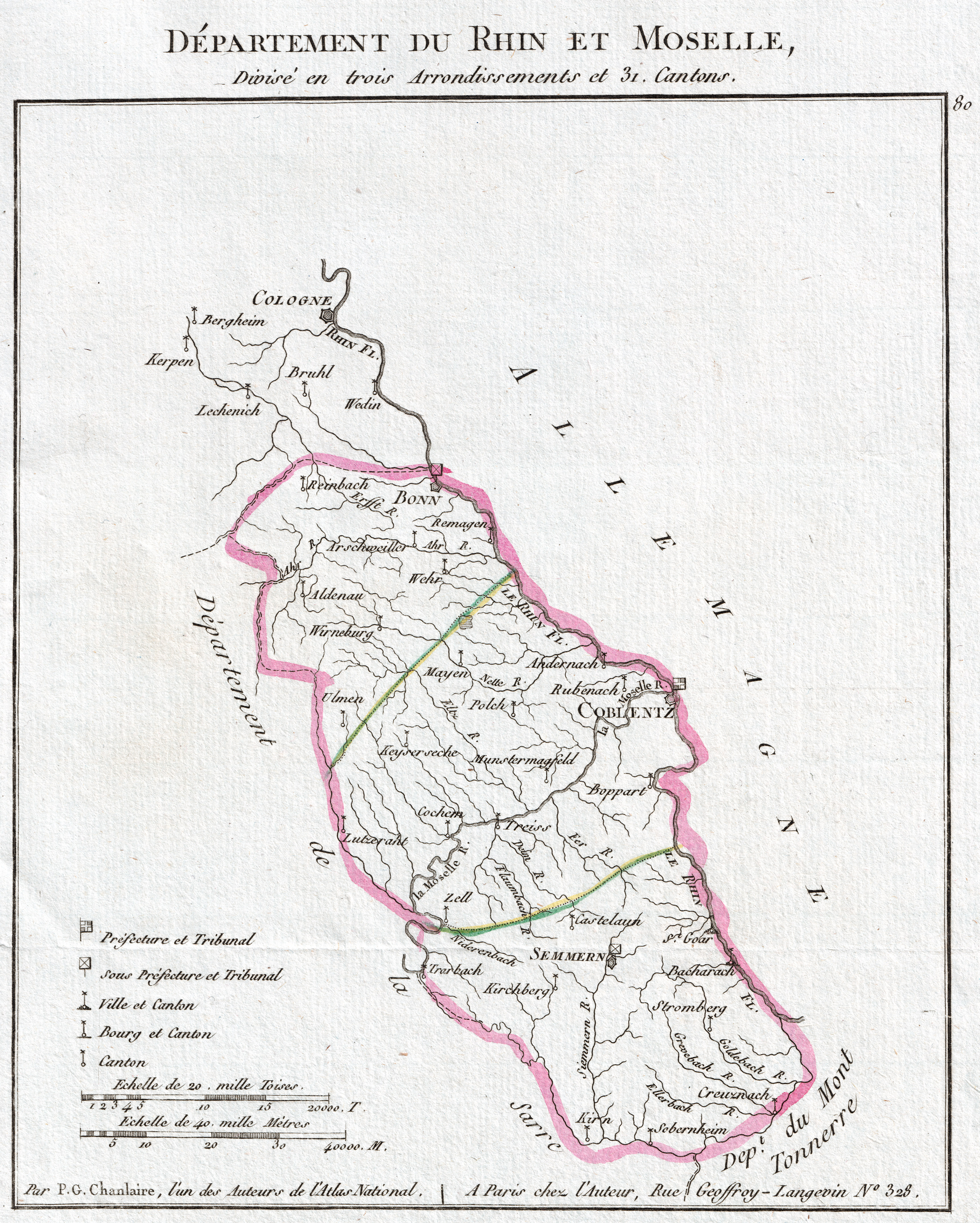
Karte des Départements de Rhin-et-Moselle

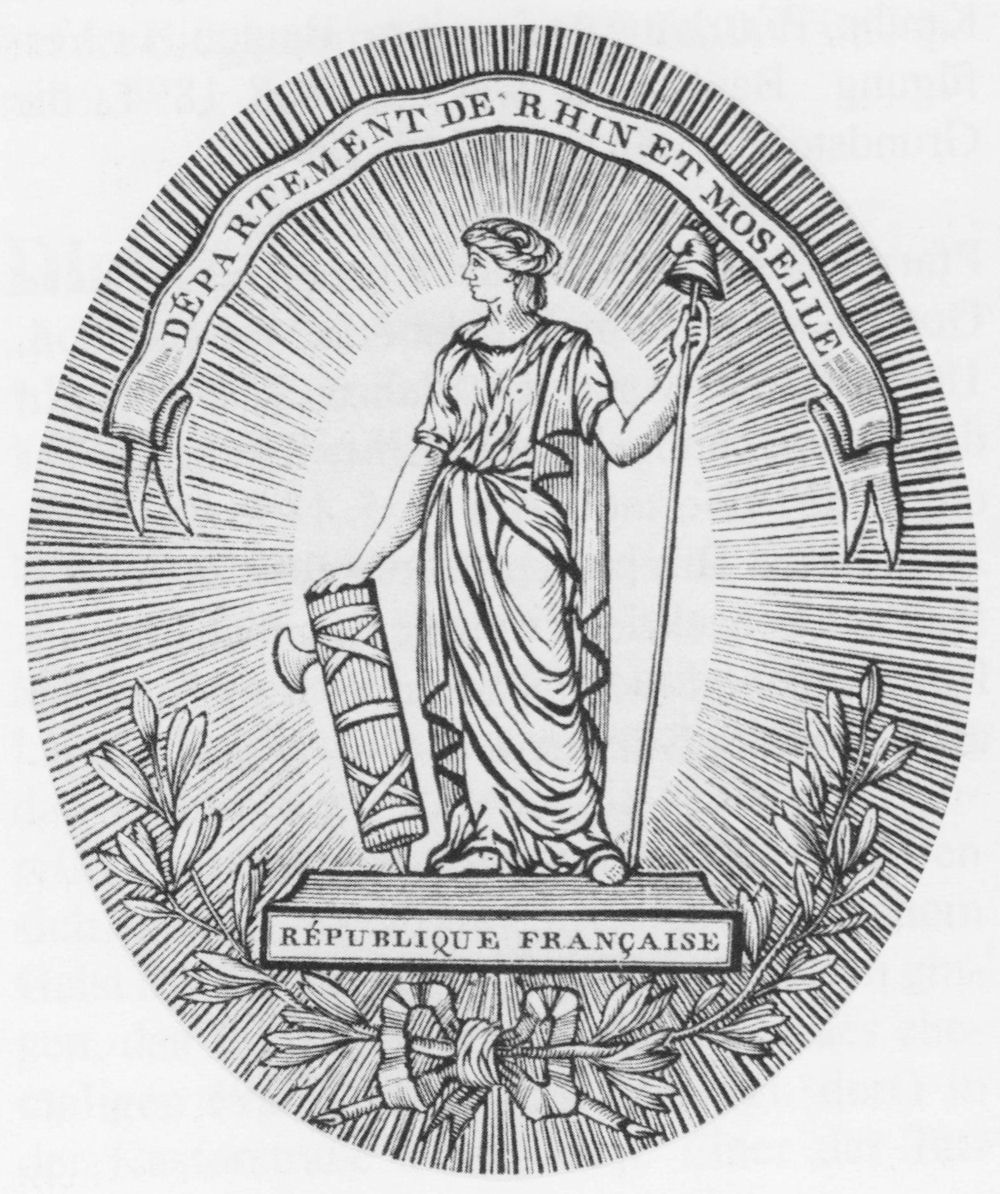
Wappen des Départements de Rhin-et-Moselle

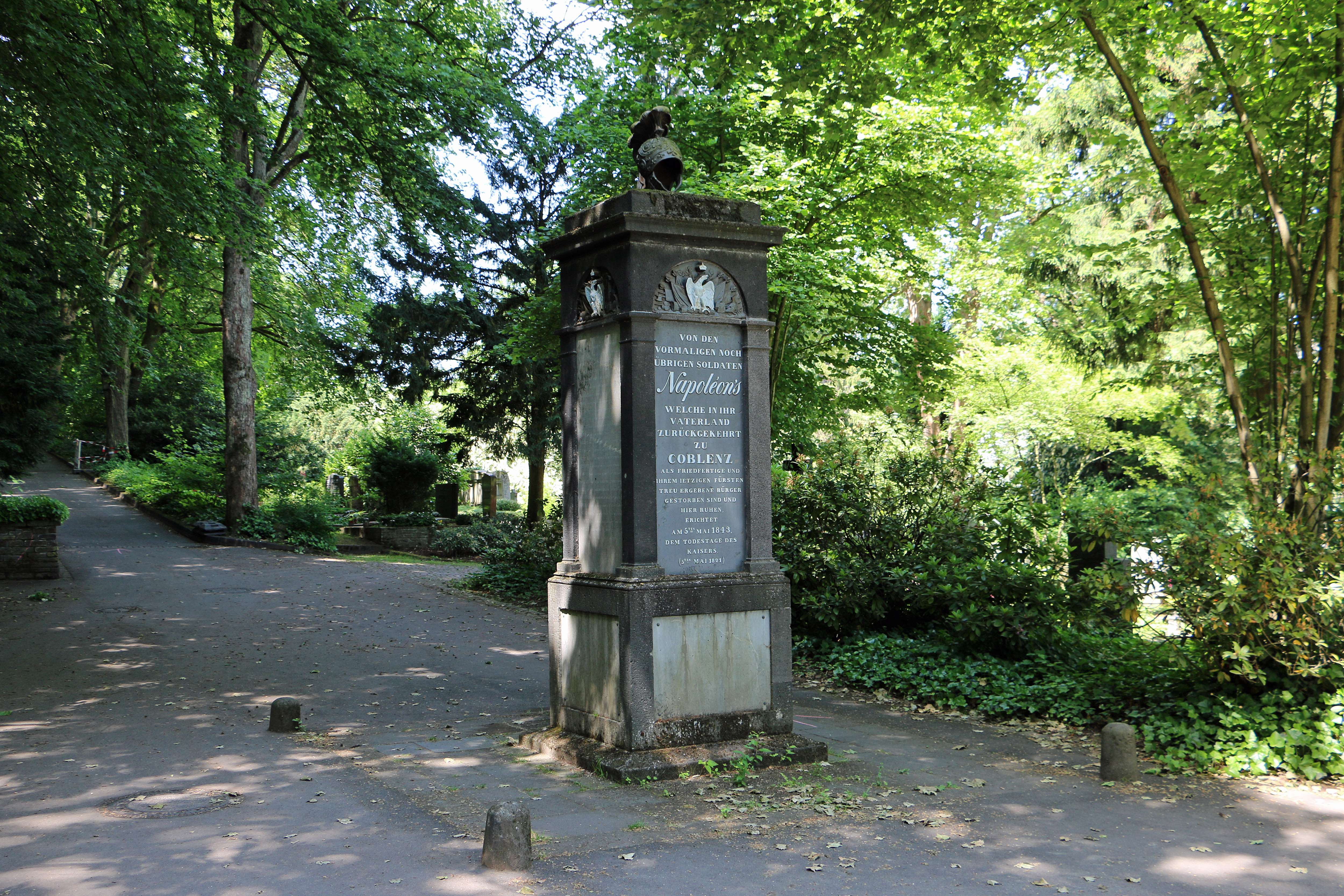
Denkmal für die deutschen Veteranen der Armee Napoleons auf dem Hauptfriedhof Koblenz

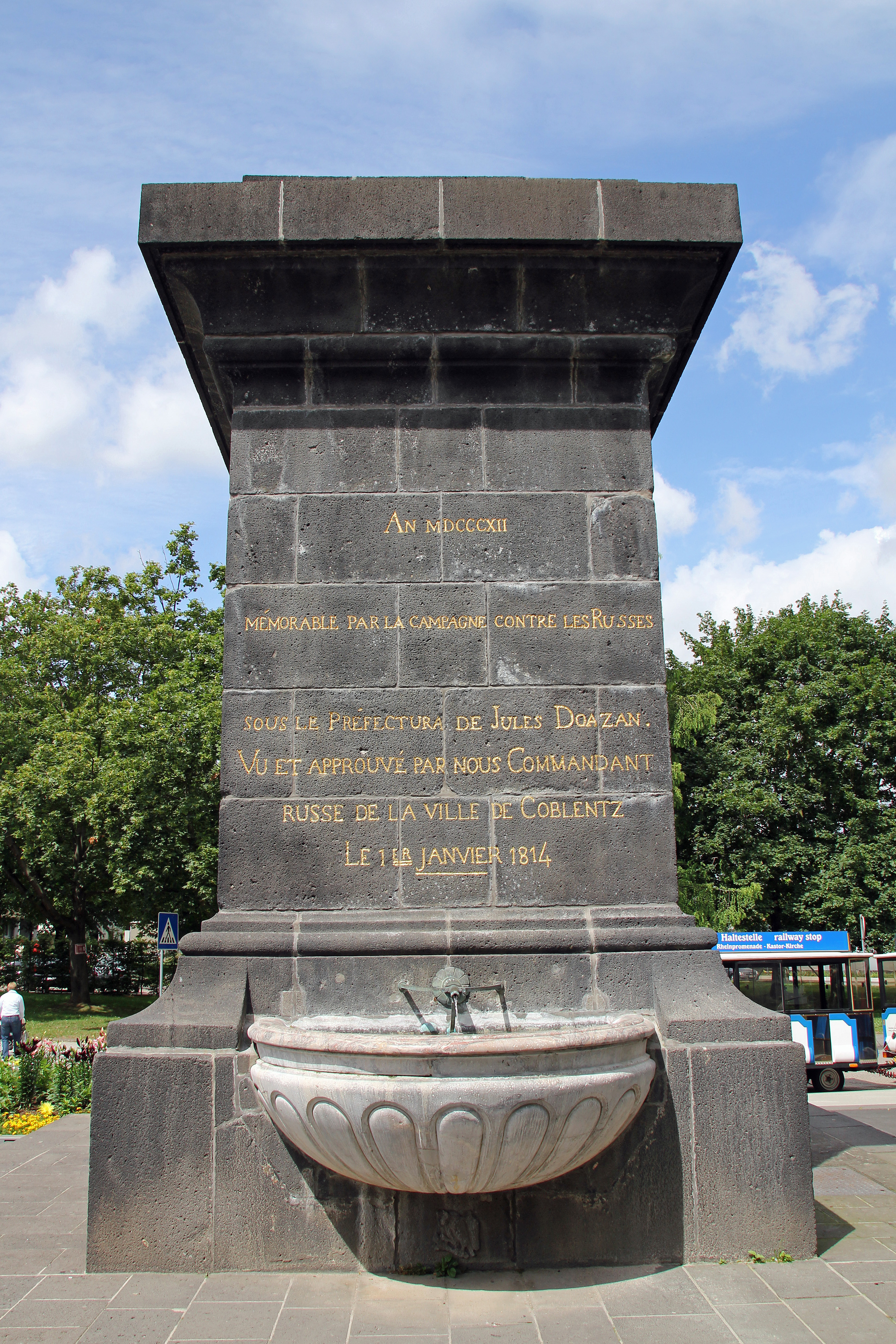
Ein einzigartiges Denkmal aus französischer Zeit, der Kastorbrunnen in Koblenz

Das Département de Rhin-et-Moselle (deutsch: Rhein-Mosel-Departement) war eine von 1798 bis 1814 bestehende Verwaltungseinheit auf dem damals zu Frankreich gehörenden linken Rheinufer zwischen Bingen und Bonn. Sitz der Präfektur war der von-der-Leyensche Hof in Koblenz.
Der etwa 40 Kilometer tiefe Gebietstreifen des Départements wurde im Frieden von Campo Formio, mit dem 1797 der Ersten Koalitionskrieg gegen das revolutionäre Frankreich endete, vom Heiligen Römischen Reich abgetreten. Er umfasste 84 vormalige Territorien des Reichs: von größeren Landesteilen Kurtriers, Kurkölns und der Kurpfalz bis hin zu kleinen Reichsritterschaften. Nach der Niederlage Napoléons I. wurden die Gebiete des Departements 1815 auf dem Wiener Kongress Preußen zugeschlagen. Heute gehören sie zu den Bundesländern Rheinland-Pfalz und Nordrhein-Westfalen.

## Geschichte
Das Département de Rhin-et-Moselle wurde von der Ersten Französischen Republik im Jahr 1798 in den bereits 1794 eroberten Territorien des Heiligen Römischen Reichs eingerichtet, nachdem zuvor die Schaffung einer eigenständigen Cisrhenanischen Republik gescheitert war. Die Annexion wurde durch den Frieden von Lunéville am 9. Februar 1801 völkerrechtlich legalisiert. Da die Franzosen aber durch den Friedensvertrag die rechtsrheinischen Gebiete räumen mussten, sprengten sie zuvor die alte kurtrierische Festung Ehrenbreitstein.
Nach Inkrafttreten der Verwaltungseinteilung erhielten die Städte und Gemeinden des Départements erstmals eine Zivilverwaltung. Ab 1802 wurden sämtliche Stifte und Klöster im Département säkularisiert. Im Konkordat von 1801 garantierte der Staat den Kirchen aber religiöse Toleranz. Mit Auflösung der kirchlichen Herrschaft und der Änderung der Besitzverhältnisse entstand eine neue Gesellschaftsordnung. Mit Übernahme des Code civil ab 1804 wurde ein modernes Rechtswesen eingeführt, das auf individuellen Freiheiten, der Gleichheit vor dem Gesetz, der Einhaltung rechtsstaatlicher Grundsätze, dem Schutz des Eigentums und der strikten Trennung von Kirche und Staat beruhte. Es galt in den linksrheinischen Gebieten auch nach der französischen Zeit noch weiter bis zur Einführung des Bürgerlichen Gesetzbuches im Jahr 1900. Das neue Rechtswesen löste die früher üblichen geheimen Inquisitionsprozesse ab und ersetzte sie durch öffentliche Anklageprozesse und Schwurgerichte. Des Weiteren wurde die männliche Bevölkerung der eroberten Gebiete zum Wehrdienst in der französischen Armee herangezogen und musste somit an den französischen Eroberungskriegen teilnehmen, so auch am Russlandfeldzug, wobei viele der Soldaten ums Leben kamen. Das französische Erbe in Verwaltung und Justiz, das auch in der preußischen Zeit beibehalten wurde, ermöglichte dort einen erheblich größeren Spielraum für freiheitliche Bestrebungen. Das Hambacher Fest von 1832 und die Revolution von 1848/49 wären ohne dieses Erbe kaum denkbar gewesen.
Das Département de Rhin-et-Moselle bestand bis 1814. Zuvor in der Neujahrsnacht auf das Jahr 1814 überquerten russische Truppen zusammen mit Blüchers Schlesischer Armee den Rhein bei Koblenz, Kaub und Mannheim. Die Franzosen räumten das Département und überließen es kampflos den Russen und Preußen. Danach wurde es kurzfristig als Teil des Generalgouvernement Mittelrhein verwaltet und schließlich 1815 auf dem Wiener Kongress dem Königreich Preußen zugewiesen. Preußen bildete aus den ihm zugefallenen Gebieten die kurzlebige Provinz Großherzogtum Niederrhein, den südlichen Vorläufer der Rheinprovinz.

## Präfekten
Die Präfekten des Départements waren:
- Philippe Joseph Boucqueau (1800–1803)
- Mouchard de Chaban (1803–1805)
- Alexandre de Lameth (1805–1806)
- Adrien de Lezay-Marnésia (1806–1810)
- Jean Marie Thérèse Doazan (1810–1814)

## Verwaltungseinheiten
Das Département gliederte sich in drei Arrondissements und zunächst 30, später 31 Kantone:
- Arrondissement de Bonn: Kantone Adenau, Ahrweiler, Bonn-Stadt, Bonn-Land, Remagen, Rheinbach, Ulmen, Virneburg und Wehr
- Arrondissement de Coblence: Kantone Andernach, Boppard, Coblence, Cochem, Kaisersesch, Lutzerath, Mayen, Münstermaifeld, Polch, Rubenach (Rübenach), Treis und Zell
- Arrondissement de Simmern: Kantone Bacharach, Castellaun (Kastellaun), Kirchberg (Hunsrück), Kirn, Kreuznach, Sankt Goar, Simmern, Sobernheim, Stromberg (Hunsrück) und Trarbach